# Mario Albano
Mario Albano (Yuba, 23 de abril de 2006) es un futbolista sudsudanés que juega en la demarcación de centrocampista para el Jamus FC de la Liga Premier de Sudán del Sur.

## Selección nacional
Hizo su debut con la selección de fútbol de Sudán del Sur el 8 de septiembre de 2023 en un encuentro de clasificación para la Copa Africana de Naciones de 2023 contra Malí que finalizó con un resultado de 4-0 a favor del combinado maliense tras los goles de Ibrahima Koné, Nene Dorgeles y un doblete de Kamory Doumbia.

## Clubes
Actualizado al último partido disputado el 29 de mayo de 2025.
| Club                          | País          | Año       | Partidos | Goles |
| ----------------------------- | ------------- | --------- | -------- | ----- |
| Future Stars Football Academy | Sudán del Sur | 2022-2024 |          |       |
| Jamus FC                      | Sudán del Sur | 2024-     | 32       | 3     |